# Paul Schrader
Paul Joseph Schrader (n. 22 iulie 1946, Grand Rapids, Michigan, SUA) este un scenarist și regizor de film american.

## Biografie
Influențele sale sunt Robert Bresson, Yasujirō Ozu și Carl Dreyer. Deși este și regizor, Schrader este mult mai cunoscut ca scenarist.
Schrader este căsătorit cu actrița Mary Beth Hurt; cuplul are doi copii, o fiică - Molly și un fiu - Sam. Fratele său a fost scenaristul și regizorul Leonard Schrader cu care a lucrat la scenariile pentru Blue Collar și Mishima.

## Filmografie selectivă
- 1997 Necazul (Affliction)